# Antartandes
{{Ficha de cordillera
| Nombre = Cordillera Antartandes
| Foto =
| País =  Argentina (Antártida Argentina)
 Chile (Territorio Chileno Antártico)
| Altitud = 
| Piedemonte = 
| Longitud = 
| Ancho= 
| Superficie =
| Tipo = Orogénesis
| Fecha y pers =
| mapa = Antarctic Peninsula region relief location map.png
| pie_mapa = Mapa con relieve de donde se encuentra la cordillera Antartandes
|División_administrativa= Argentina

Departamento Antártida Argentina,
 Provincia de Tierra del Fuego, Antártida e Islas del Atlántico Sur

 Chile

Comuna Antártica,
Provincia Antártica Chilena,  Región de Magallanes y de la Antártica Chilena

Antartandes (también conocida como cordillera de la península Antártica o Andes Antárticos) es el nombre que recibe el conjunto de cadenas montañosas que sirve de eje a la península Antártica y que algunos geólogos consideran como continuación de la cordillera de los Andes en el continente antártico. De acuerdo con esta teoría, los Andes se inician en la frontera entre Colombia y Venezuela, se extiende en su gran mayoría por los territorios de Ecuador, Perú, Bolivia, Chile y Argentina, y se sumergen en el océano Atlántico al este de la isla Grande de Tierra del Fuego formando la cordillera submarina llamada dorsal del Scotia, reapareciendo de a trechos en las islas Aurora, Georgias del Sur, Sandwich del Sur, Orcadas del Sur y Shetland del Sur, continuando luego en la península Antártica. La Antartandes se encuentra en un área en donde convergen los reclamos territoriales de Argentina (Antártida Argentina), Chile (Territorio Chileno Antártico) y el Reino Unido (Territorio Antártico Británico), por lo que la teoría que los vincula con América del Sur es de aceptación general en Argentina y Chile.
La altura máxima de los Antartandes es el monte Coman con 3657 m s. n. m. y se destaca también el monte Esperanza (o Hope) con 2860 m s. n. m. en el segmento cordillerano llamado montes de la Eternidad (o Eternity).
Desde los Antartandes se extiende una ramificación hacia el suroeste conocida como montes Ellsworth, cordillera en gran medida subglaciar que empalma a los Antartandes con la otra gran cordillera antártica: las montañas Transantárticas. Estas últimas están encadenadas por cordilleras llamadas montañas Whitmore y montañas Reina Maud y siguen luego la costa del mar de Ross hasta el cabo Adare. De esta forma el encadenamiento montañoso serpentea desde el mar Caribe al mar de Ross formando un arco de 5000 km a lo largo del borde sur del Anillo de Fuego del Pacífico.